# Scillato
Scillato település Olaszországban, Szicília régióban, Palermo megyében. Lakosainak száma 591 fő (2023. január 1.). Scillato Caltavuturo, Cerda, Isnello, Polizzi Generosa, Sclafani Bagni és Collesano községekkel határos.

## Népesség
A település lakossága az elmúlt években az alábbi módon változott:
| Lakosok száma | 612  | 614  | 591  |
|               | 2017 | 2018 | 2023 |